# Stenocercus boettgeri
Stenocercus boettgeri är en ödleart som beskrevs av  George Albert Boulenger 1911. Stenocercus boettgeri ingår i släktet Stenocercus och familjen Tropiduridae. Inga underarter finns listade i Catalogue of Life.